# Гуан Якьон
Гуан Якьон (кит.: 黄雅琼, нар. 28 лютого 1994) — китайська бадмінтоністка, срібна призерка Олімпійських ігор 2020 року.

## Виступи на Олімпіадах
| Олімпіада  | Дисципліна             | Місце |
| ---------- | ---------------------- | ----- |
| Токіо 2020 | змішаний парний розряд | 2     |